# Любимовка (Аскинский район)
Любимовка (баш. Любимовка) — деревня в Петропавлоском сельсовете Аскинского района Республики Башкортостан России.

## Население
| 2002 | 2009 | 2010 |
| ---- | ---- | ---- |
| 17   | →17  | ↗19  |

Согласно переписи 2002 года, преобладающие национальности — русские (41 %), башкиры (35 %).

## Географическое положение
Расстояние до:
- районного центра (Аскино): 3 км,
- центра сельсовета (Петропавловка): 8 км,
- ближайшей железнодорожной станции (Куеда): 107 км.